# Сезынгъёган
Сезынгъёган (устар. Сезынг-Юган) — река в Шурышкарском районе Ямало-Ненецкого АО. Устье реки находится в 26 км по правому берегу реки Питляр. Длина реки — 47 км.
- В 18 км от устья, по правому берегу реки впадает река Ай-Сёсынкыёган.
- В 27 км от устья, по правому берегу реки впадает река Айхалаёган.
- В 29 км от устья, по правому берегу реки впадает река Халоёган.

## Данные водного реестра
По данным государственного водного реестра России относится к Нижнеобскому бассейновому округу, водохозяйственный участок реки — Обь от впадения реки Северная Сосьва до города Салехард, речной подбассейн реки — бассейны притоков Оби ниже впадения Северной Сосьвы. Речной бассейн реки — (Нижняя) Обь от впадения Иртыша.
Код объекта в государственном водном реестре — 15020300112115300023314.